# Flashback (filme de 1990)
Flashback (br Quase sem Destino) é um filme de aventura estadunidense lançado em 1990, dirigido por Franco Amurri.

## Sinopse
Novato agente do FBI tem de levar um velho líder da era "hippie" até a prisão para cumprir uma pena estipulada há vinte anos. Hopper ("Veludo Azul") expia mais uma vez seu passado liberal vivendo antigo e ainda irreverente guru. 